# Combat Mission: Shock Force
Combat Mission: Shock Force è un videogioco della serie Combat Mission sviluppato da Battlefront.com.
È ambientato in uno scenario fantapolitico in cui, a seguito di colpo di Stato avvenuto in Siria, l'esercito statunitense invade il paese. L'ambientazione della serie CM si sposta quindi dalla seconda guerra mondiale alla guerra moderna. 
Il gioco nella versione 1.00 aveva numerosi bug, risolti in gran parte nelle patch successivamente uscite, ma che ne hanno pregiudicato il buon giudizio da parte dei recensori e l'iniziale buona vendita.

## Modalità di gioco
Ci sono 3 modalità di gioco: campagna, scenari e battaglia veloce, con la possibilità di creare i propri scenari con un editor. Gli "scenari" sono battaglie costruite ad hoc, le "battaglie veloci" scenari casuali e le campagne insieme di scenari articolati fra di loro. Prima di ogni battaglia verrà visualizzato un briefing dove si "presenta" la battaglia e si analizza la situazione del campo di battaglia, le forze nemiche e le forze alleate. Ad inizio partita c'è la fase di schieramento, in cui si schierano le proprie truppe in aree prefissate dal creatore dello scenario. Finita la fase di schieramento inizia la battaglia vera e propria: il gioco è un RTS, ma si può giocare anche a turni. La maggior novità rispetto ai suoi predecessori della serie infatti è che il gioco si può giocare in real-time.
Il gameplay è realistico, come è di tradizione della serie Combat Mission: Per ogni unità bisogna tenere conto della stanchezza, del morale, della comunicazione con la propria catena di comando. Per i mezzi valgono i meccanismi della realtà: un 40mm HE portato da uno stryker, per esempio, non perforerà mai frontalmente un t-72, mentre un 120mm di un Abrams con proiettile heat o Apfsds sì. Per evitare di perdere inutilmente molti uomini bisogna cercare per esempio di muovere le unità di fanteria tenendone sempre altre in copertura.
Non è presente un vero e proprio motore fisico, ma ogni mezzo e ogni edificio è distruttibile, e sul terreno rimangono i segni dei colpi dell'artiglieria.

### Interfaccia di gioco
L'interfaccia è simile a quella dei suoi predecessori con i dettagli della singola unità corazzata (foto, resistenza della corazza, velocità, armamento, munizioni, peso, equipaggio ecc.).
Per la fanteria sono segnati gli appartenenti alla squadra con rispettive armi e classi (es: anticarro, cecchino) e compito (es: caposquadra due stelle, capogruppo una stella).
Per tutti i tipi di unità ci sono il nome, grado, condizione fisica (stanco, terrorizzato, ok), condizione mentale. Inoltre è presente anche il livello di "soppressione" che sta ricevendo dal fuoco nemico: Se arriva al massimo l'unità è costretta a buttarsi a terra, cosa che peggiora la sua efficacia e il suo stato mentale, ma permette di resistere al fuoco nemico per un periodo più lungo di tempo, aspettando i rinforzi. Alla lunga comunque l'unità va in panico ed è costretta a scappare.
Sulla destra ci sono i comandi di assegnazione dei waypoints, che sarebbero le tappe del movimento, e tutti gli altri comandi standard.
Sull'interfaccia ci sono presenti anche i comandi per chiamare in supporto artiglieria, mortai, aerei, elicotteri d'attacco e si possono scegliere anche il tempo di durata dell'attacco, le munizioni da usare (shrapnels, anticarro), la priorità della richiesta di supporto che influisce sul tempo di risposta e anche la grandezza dell'area coinvolta.

## Espansioni
Per questo capitolo della serie CM sono state pubblicate 3 espansioni: Marines, che allarga l'ambientazione anche alle brigate e ai mezzi dei marine, ovviamente con nuovi scenari; British forces, che invece implementa, sempre in nuovi scenari, le armi e i mezzi dell'esercito britannico. ed infine NATO con diverse unità e mezzi della NATO. Inoltre (pur non facendo parte della serie shock force) è stato pubblicato Afghanistan, ambientato durante l'invasione sovietica dell'Afghanistan negli anni ottanta.